# (385250) 2001 DH47
(385250) 2001 DH47 — це невеликий астероїд діаметром менше кілометра, який належить до групи троянців Марса. Він розташований приблизно на 60° позаду Марса відносно його орбіти, поблизу так званої точки Лагранжа L5. Ця точка є місцем гравітаційного балансу між Сонцем і Марсом, що дозволяє астероїду стабільно слідувати за планетою, не наближаючись і не віддаляючись від неї значною мірою.

## Відкриття, орбіта та фізичні характеристики

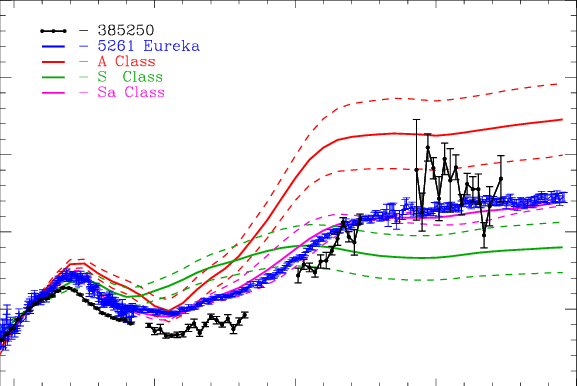
Спектр відбиття астероїда (385250) 2001 DH47 (чорний пунктир) порівняно зі спектрами для класів A (червоний), S (зелений) і Sa (фіолетовий). Спектр астероїда 5261 Еврика накладено синім кольором.

Астероїд (385250) 2001 DH47 відкрили 1 лютого 2001 року під час спостережень у рамках програми Spacewatch, яка працює на Обсерваторії Стюарда (гора Кітт-Пік, США). Спочатку цей об'єкт класифікували як астероїд, який перетинає орбіту Марса.
Головні особливості його руху:
- Орбіта майже кругова — її витягнутість (ексцентриситет) становить лише 0,035.
- Помітний нахил — астероїд рухається під кутом 24,4° до площини орбіти Марса.
- Середня відстань від Сонця — 1,52 астрономічні одиниці (а.о.), що є типовим для троянців Марса.

Станом на березень 2013 року астрономи провели 45 спостережень за цим астероїдом, що дозволило точно визначити його орбіту. Період спостережень охоплює 8,6 років. Яскравість астероїда (абсолютна зоряна величина) становить 19,7, що відповідає його приблизному діаметру 562 метри.

## Троянець та еволюція орбіти
Астероїд (385250) 2001 DH47 був ідентифікований як троянець Марса в 2005 році групою астрономів: Г. Шоллом, Ф. Марзарі та П. Трикаріко. Не так давно, нові розрахунки підтвердили, що цей астероїд є стабільним троянцем Марса, що рухається навколо L5 точки в орбіті Марса (це одна з точок рівноваги між гравітаційними силами Сонця та Марса). Астероїд має період лібрації (коливання навколо цієї точки) 1365 років, тобто кожні 1365 років він повертається в ту ж саму позицію. Його амплітуда лібрації (максимальний кут відхилення від L5) становить 11°. Ці характеристики дуже схожі на поведінку іншого троянця Марса — 5261 Еврика.

## Походження
Довготривалі числові моделювання показують, що орбіта астероїда 2001 DH47 дуже стабільна на часових масштабах до 1 мільярда років. Це означає, що він може залишатися на своїй орбіті протягом величезних періодів часу. Як і в випадку з астероїдом 5261 Еврика, розрахунки, які охоплюють 4,5 мільярда років у минуле та 4,5 мільярда років у майбутнє, вказують на те, що 2001 DH47 може бути первісним об'єктом. Це означає, що він є залишком від планетезималей — дрібних небесних тіл, що існували в ранні етапи формування Сонячної системи. Ці об'єкти, які могли формуватися в регіоні, де зараз розташовані земні планети, зберігають частину найдавнішого матеріалу, що залишився від початку нашої системи.